# Boxe aux Jeux méditerranéens de 2022 - Poids super-lourds hommes
L'épreuve masculine de boxe des poids super-lourds (+91 kg) des Jeux méditerranéens de 2022 de Oran se déroule au centre EMEC Expositions Palace Hall du 27 juin au 1er juillet 2022.

## Format de la compétition
Comme tous les événements des Jeux méditerranéens, la compétition de boxe consiste en un tournoi à élimination directe. Dans cette catégorie de poids super-lourds, cet événement va regrouper 8 boxeurs qui sont qualifiés pour la compétition. Les deux perdants des demi-finales obtiennent chacun une médaille de bronze, sans disputer de match pour la troisième place.
Tous les combats se compose de trois périodes de trois minutes où les boxeurs obtiennent des points pour chaque coup de poing porté à la tête ou sur le haut du corps de leur adversaire. Le boxeur avec le plus de points comptabilisés à la fin des périodes se qualifie. Si un boxeur se retrouve au sol et ne peut pas se lever avant que l'arbitre compte jusqu'à 10, le combat est terminé et l'adversaire est déclaré gagnant.

## Programme
Le programme présenté au 1er juin 2021 est :
|  | Tours préliminaires |  | Quart de finale |  | Demi-finale |  | Finale |

| Sports                               | Sports | Sports | Jour de compétition (juin / juillet) | Jour de compétition (juin / juillet) | Jour de compétition (juin / juillet) | Jour de compétition (juin / juillet) | Jour de compétition (juin / juillet) | Jour de compétition (juin / juillet) | Jour de compétition (juin / juillet) | Jour de compétition (juin / juillet) | Jour de compétition (juin / juillet) | Jour de compétition (juin / juillet) | Jour de compétition (juin / juillet) | Jour de compétition (juin / juillet) | Jour de compétition (juin / juillet) |
| Sports                               | Sports | Sports | 24                                   | 25                                   | 26                                   | 27                                   | 28                                   | 29                                   | 30                                   | 1                                    | 2                                    | 3                                    | 4                                    | 5                                    | 6                                    |
| ------------------------------------ | ------ | ------ | ------------------------------------ | ------------------------------------ | ------------------------------------ | ------------------------------------ | ------------------------------------ | ------------------------------------ | ------------------------------------ | ------------------------------------ | ------------------------------------ | ------------------------------------ | ------------------------------------ | ------------------------------------ | ------------------------------------ |
| Boxe                                 | Boxe   |        |                                      |                                      |                                      | ¼                                    |                                      | ½                                    |                                      | F                                    |                                      |                                      |                                      |                                      |                                      |
|                                      |        |        | 24                                   | 25                                   | 26                                   | 27                                   | 28                                   | 29                                   | 30                                   | 1                                    | 2                                    | 3                                    | 4                                    | 5                                    | 6                                    |
| Jour de compétition (juin / juillet) |        |        |                                      |                                      |                                      |                                      |                                      |                                      |                                      |                                      |                                      |                                      |                                      |                                      |                                      |

## Horaires
Les temps sont donnés selon l'heure locale d’Algérie (UTC)
| Date                      | Temps         | Série            |
| ------------------------- | ------------- | ---------------- |
| Mardi 28 juin 2022        | 16:06 - 16:55 | Quarts de finale |
| Vendredi 30 juin 2022     | 17:09 - 17:24 | Demi-Finales     |
| Vendredi 1er juillet 2022 | 21:36         | Finale           |

## Médaillés
| Or           | Argent              | Bronze                                   |
| Yousry Hafez | Vincenzo Fiaschetti | Chouaib Bouloudinat Djamili-Dini Aboudou |

## Résultats

### Phase finale
|  | Demi-finales         | Demi-finales         |              |   | Finale | Finale |
|  |                      |                      |              |   |        |        |
|  |                      |                      |              |   |        |        |
|  |                      |                      |              |   |        |        |
|  | Yousry Hafez         | 3                    |              |   |        |        |
|  | Yousry Hafez         | 3                    |              |   |        |        |
|  | Chouaib Bouloudinat  | 0                    |              |   |        |        |
|  | Chouaib Bouloudinat  | 0                    | Yousry Hafez | 2 |        |        |
|  |                      |                      | Yousry Hafez | 2 |        |        |
|  |                      | Djamili-Dini Aboudou | 1            |   |        |        |
|  | Djamili-Dini Aboudou | Djamili-Dini Aboudou | 1            | 0 |        |        |
|  | Djamili-Dini Aboudou |                      |              | 0 |        |        |
|  | Vincenzo Fiaschetti  | 3                    |              |   |        |        |
|  | Vincenzo Fiaschetti  | 3                    |              |   |        |        |

### Premiers tours

#### Première partie
|  | Huitièmes de finale | Huitièmes de finale | Huitièmes de finale |  |  | Quarts de finale     | Quarts de finale     | Quarts de finale    |   |                      | Demi-finales         | Demi-finales | Demi-finales |  |  | Finale | Finale | Finale |
|  |                     |                     |                     |  |  |                      |                      |                     |   |                      |                      |              |              |  |  |        |        |        |
|  |                     |                     |                     |  |  |                      |                      |                     |   |                      |                      |              |              |  |  |        |        |        |
|  |                     |                     |                     |  |  | Djamili-Dini Aboudou | Djamili-Dini Aboudou | 3                   |   |                      |                      |              |              |  |  |        |        |        |
|  |                     |                     |                     |  |  | Mohammad Mlaiyes     | Mohammad Mlaiyes     | 0                   |   |                      |                      |              |              |  |  |        |        |        |
|  |                     |                     |                     |  |  |                      |                      |                     |   | Djamili-Dini Aboudou | Djamili-Dini Aboudou | 0            |              |  |  |        |        |        |
|  |                     |                     |                     |  |  |                      | Vincenzo Fiaschetti  | Vincenzo Fiaschetti | 3 |                      |                      |              |              |  |  |        |        |        |
|  |                     |                     |                     |  |  | Nelson Hysa          | Nelson Hysa          | 1                   |   |                      |                      |              |              |  |  |        |        |        |
|  |                     |                     |                     |  |  | Vincenzo Fiaschetti  | Vincenzo Fiaschetti  | 2                   |   |                      |                      |              |              |  |  |        |        |        |
|  |                     |                     |                     |  |  |                      |                      |                     |   |                      | Yousry Hafez         | Yousry Hafez | 2            |  |  |        |        |        |
|  |                     |                     |                     |  |  |                      | Vincenzo Fiaschetti  | Vincenzo Fiaschetti | 0 |                      |                      |              |              |  |  |        |        |        |
|  |                     |                     |                     |  |  | Mohamed Firisse      | Mohamed Firisse      | 0                   |   |                      |                      |              |              |  |  |        |        |        |
|  |                     |                     |                     |  |  | Yousry Hafez         | Yousry Hafez         | 3                   |   |                      |                      |              |              |  |  |        |        |        |
|  |                     |                     |                     |  |  |                      |                      |                     |   | Yousry Hafez         | Yousry Hafez         | 3            |              |  |  |        |        |        |
|  |                     |                     |                     |  |  |                      | Chouaib Bouloudinat  | Chouaib Bouloudinat | 0 |                      |                      |              |              |  |  |        |        |        |
|  |                     |                     |                     |  |  | Uğur Aydemir         | Uğur Aydemir         | 0                   |   |                      |                      |              |              |  |  |        |        |        |
|  |                     |                     |                     |  |  | Chouaib Bouloudinat  | Chouaib Bouloudinat  | 3                   |   |                      |                      |              |              |  |  |        |        |        |
|  |                     |                     |                     |  |  |                      |                      |                     |   |                      |                      |              |              |  |  |        |        |        |